# Marcel Costa
Marcel Costa (ur. 4 listopada 1978 roku w Guardiola de Berguedà) – hiszpański kierowca wyścigowy.

## Kariera
Costa rozpoczął karierę w międzynarodowych wyścigach samochodowych w 1997 roku od startów w Francuskiej Formule Renault Campus, gdzie zdobył tytuł mistrzowski. W późniejszych latach Hiszpan pojawiał się także w stawce Francuskiej Formuły Renault, Francuskiej Formuły 3, Hiszpańskiej Formuły 3, Formuły 3 Korea Super Prix, Grand Prix Makau, Trofeo Maserati Europe, 24 Hours of Barcelona oraz World Touring Car Championship.
W World Touring Car Championship Hiszpan wystartował w ośmiu wyścigach sezonu 2006 z włoską ekipą MW Team Italy-Spain. Podczas pierwszego wyścigu włoskiej rundy uplasował się na jedenastej pozycji, co było jego najlepszym wynikiem w mistrzostwach.